# Катастрофа Ту-142 над Татарским проливом
Катастрофа Ту-142 над Татарским проливом — авиационная катастрофа, произошедшая 6 ноября 2009 года. Противолодочный самолёт Ту-142МЗ ВВС и ПВО Тихоокеанского флота России (принадлежавший 568-му отдельному смешанному авиационному полку ТОФ; посёлок Монгохто Хабаровского края, аэродром Каменный Ручей), выполнял тренировочный полёт согласно плану боевой подготовки в северной части Японского моря. На завершающем этапе полёта над акваторией Татарского пролива в 14:17 по московскому времени (21:17 VLAT) связь с экипажем прервалась, и отметка самолёта исчезла с экранов наземных радиолокационных станций системы УВД и РЛС РТО аэродрома Каменный Ручей примерно в 10 километрах от мыса Датта. Через 3 дня обломки самолёта были найдены в Татарском проливе. Погибли все находившиеся на его борту 11 членов экипажа.

## Экипаж
Состав экипажа борта 55 красный:
- Командир экипажа — 42-летний майор Вадим Евгеньевич Капкин, командир отряда.
- Помощник командира — 31-летний капитан Алексей Сергеевич Тимофеев.
- Штурман-навигатор — 25-летний старший лейтенант Павел Николаевич Чолак.
- Штурман эскадрильи — 37-летний майор Алексей Евгеньевич Аблонский.
- Штурман-оператор — 23-летний лейтенант Артём Викторович Бланк.
- Бортоператор — 43-летний старший прапорщик Валерий Владимирович Воронков.
- Бортоператор — 29-летний старший прапорщик Андрей Валерьевич Фефилов.
- Старший бортовой техник — 33-летний капитан Константин Александрович Шолохов.
- Бортинженер — 32-летний капитан Сергей Александрович Гуляев.
- Командир огневых установок — 36-летний старший прапорщик Николай Степанович Паламар.
- Старший техник группы обслуживания ПЛК — 23-летний лейтенант Евгений Валерьевич Долгов.

## Катастрофа
После выполнения планового полётного задания при заходе на посадку на высоте снижения 1200 метров и удалении от базового аэродрома 24 километра экипаж запросил разрешение к третьему развороту, после чего связь была потеряна.
В первые часы после катастрофы для проведения поисково-спасательной операции из порта Ванино были направлены пассажирские паромы «Сахалин-9» и «Сахалин-10», а также буксиры, принадлежавшие ЗАО «Дальтрансуголь». В поисках пропавшего самолёта принимали участие самолёты 11-й армии ВВС ПВО, самолёт МЧС, поисковый вертолёт аэродрома Каменный Ручей и военные суда ТОФ. Был развёрнут штаб по организации поисковой операции под руководством командующего ТОФ вице-адмирала Константина Сиденко. Следственный комитет Российской Федерации возбудил уголовное дело по факту катастрофы Ту-142МЗ. В район поиска вышло спасательное судно «Алагез», на борту которого находились глубоководные спускаемые аппараты «Тайгер» и «Обзор» и другое водолазное оборудование.
9 ноября в Татарском проливе (в 26 километрах от аэродрома Красный Ручей) при проведении поисково-спасательной операции обнаружены плавающие обломки фюзеляжа самолёта и части тел погибших членов экипажа. В зимнее время операция по подъёму фрагментов самолёта была приостановлена из-за штормовой погоды в районе поиска. Обломки были подняты и перевезены на аэродром весной-летом 2010 года, в том числе бортовые самописцы в удовлетворительном состоянии. Был проведён комплекс мероприятий по идентификации обломков самолёта и следственные действия по установлению причин катастрофы.
После завершения работы специальной комиссии по идентификации тел погибших лётчиков в Главном военном клиническом госпитале имени академика Николая Бурденко их останки были перевезены на авиабазу Каменный Ручей, где 21 февраля 2011 года прошли траурные мероприятия.

## Расследование
Весной 2011 года (через 1,5 года) расследование причин катастрофы было завершено. Официальной причиной катастрофы назван «человеческий фактор».

## Другие катастрофы Ту-142
- 6 августа 1976 года разбился Ту-142 ВВС СФ (Кипелово). На посадке самолёт сошёл с ВПП и разрушился на 2 части, погибли 6 членов экипажа.
- 20 апреля 1984 года — Ту-142 ВВС ТОФ (Каменный Ручей) упал в воду и взорвался, погиб весь экипаж (9 человек)[5].